# Košice (Boêmia Central)
Košice é uma comuna checa localizada na região da Boêmia Central, distrito de Kutná Hora.